# Lolo Pictures

## História
A produtora Lolo Pictures foi criada em 2020 pelos irmãos Lorenzo e Maria Luiza. 
︎No mesmo ano, Lorenzo teve a ideia de produzir o seu primeiro filme: "O Segundo Nome", porém, mesmo com o auxílio de Maria Luiza, fracassaram.
Sua primeira produção pública foi um curta-metragem documental: "O Que é Ciência"
1. ↑  studioslp47.wixsite.com/lolo-pictures